# Антиб (футбольный клуб)
«Анти́б» — французский футбольный клуб из одноимённого города, в настоящий момент[какой?] существует в качестве любительского клуба, и выступает в одной из низших региональных лиг. Клуб был основан в 1912 году, домашние матчи проводит на арене «Стад дю Форт Карре», вмещающей 4000 зрителей. В 1930-х годах «Антиб» играл в Лиге 1, высшем французском дивизионе. Всего в высшем дивизионе «Антиб» провёл семь сезонов, последним из которых стал сезон 1938/39. Лучший результат клуба в чемпионатах Франции седьмое место в сезоне 1933/34.